# San Luis Potosí
San Luis Potosí ( escuchar), oficialmente llamado Estado Libre y Soberano de San Luis Potosí, es uno de los treinta y un estados que, junto con la Ciudad de México, conforman México. Su capital y ciudad más poblada es la homónima San Luis Potosí. 
Está ubicado en la región centronorte del país, limitando al norte con Coahuila de Zaragoza, Nuevo León y Tamaulipas, al este con Veracruz de Ignacio de la Llave, al sur con Hidalgo, Querétaro y Guanajuato, y al oeste con Zacatecas. Fue fundado el 3 de noviembre de 1592.
Se divide en 59 municipios. Aparte de la capital del estado, otros municipios importantes son Matehuala, Tamasopo, Río Verde, Tamuín, Ciudad Valles, Tamazunchale, Cerro de San Pedro, Vanegas, Cerritos, San Vicente Tancuayalab, Charcas.

## Toponimia
El estado recibe dicho nombre en honor al rey Luis IX de Francia, así como a la región minera similar de Potosí, ubicada en Bolivia.

## Historia
En la época prehispánica el territorio que ahora ocupa el estado de San Luis Potosí comprendía las áreas culturales de Mesoamérica y Aridoamérica. Su parte norte y centro-oeste fue habitada por las tribus otomíes y chichimecas, los cuales eran muchos grupos indígenas, principalmente cazadores y recolectores, lo que los obligaba a vivir sin asiento fijo; en el este y sureste aún habitan los grupos huasteco, xi, o'ui o pame y náhuatl.
En 1592, se descubrieron depósitos de oro y plata; con esto se inició el desarrollo de la zona. Los mineros se congregaron a poblar donde ahora se asienta la ciudad de San Luis Potosí, y Juan de Oñate fue nombrado el primer alcalde de «Pueblo de San Luis de Mezquitique». Se le dio el nombre de "San Luis Rey" en honor a Luis IX de Francia, y "Potosí" porque se comparó con las ricas minas de plata en la actual Bolivia, en espera de rivalizar con estas, aunque esto nunca se cumplió. En los siglos XVII y XVIII, franciscanos, agustinos, y jesuitas se establecieron y empezaron a edificar iglesias y edificios, muchos de las cuales aún siguen en pie y se han convertido en universidades y museos.
La fundación legal del pueblo de San Luis Potosí se hizo el 3 de noviembre de 1592, de acuerdo con el acta de fundación levantada por comisión que el virrey Luis de Velasco y Castilla dio a Miguel Caldera y Juan de Oñate, alcalde mayor de las minas del Potosí.
En 1786, a raíz de las reformas Borbónicas, se expide la Real Ordenanza de Intendencias expedida por el rey Carlos III, con la que se dividió administrativamente el Virreinato de la Nueva España en 12 Intendencias; siendo una de ellas la Intendencia de San Luis Potosí. La Intendencia de San Luis Potosí fue la más extensa del virreinato. Comprendía las provincias de Texas, Nuevo Santander y Coahuila, el Nuevo Reino de León y los distritos de Charcas, Altamira, de Catorce y Ramos.
A mediados de 1821, después de la Independencia de México, el general José Antonio Echavarri intimó al Intendente y al Ayuntamiento a la rendición de la plaza de San Luis al Ejército de las Tres Garantías de Iturbide. Ellos se sometieron a su exigencia, pues no había manera de resistir, y así se proclamó la Independencia de San Luis Potosí. Después, se dictó la primera Constitución Política del Estado de San Luis Potosí el 16 de octubre de 1826, y esta estuvo vigente hasta 1835 en que el Congreso Nacional decretó el sistema Centralista. Así desaparecieron las Legislaturas locales y los gobernadores fueron nombrados por el gobierno central. Esta situación subsistió hasta que se promulgó la Constitución de 1857.
La participación del estado potosino en la Invasión estadounidense en los años de 1846-1847 hizo que fuera llamado «San Luis de la Patria» por haber aportado gran cantidad de caudillos y elementos. En la Guerra de Reforma, la participación del estado potosino fue muy destacada, y durante la Intervención Francesa en 1863, la ciudad de San Luis Potosí fue declarada capital del país por el presidente Benito Juárez.
Durante el gobierno del emperador Maximiliano de Habsburgo, San Luis Potosí fue convertido en departamento. La ciudad estuvo en poder de los imperialistas hasta fines de 1866. En ese año fue inaugurada la línea telegráfica entre la ciudad de San Luis Potosí y la Ciudad de México.

## Ubicación
El estado de San Luis Potosí se encuentra localizado en la altiplanicie central mexicana.
La superficie total del estado es de 60 546.79 km² y representa aproximadamente el tres por ciento de la superficie total del país.
Los límites geográficos, en coordenadas geográficas, son 24°29′ (norte), 21°10′ (sur) de latitud norte; 98°20′ (este), 102°18′ (oeste) de longitud oeste. Sus colindancias son: al noreste, con Coahuila, Nuevo León y Tamaulipas; al este, con Veracruz; al sur, con Hidalgo, Querétaro y Guanajuato; y al oeste, con Zacatecas.

## Municipios
El estado de San Luis Potosí cuenta con 59 municipios, los cuales se encuentran distribuidos en 4 regiones principales: Región Huasteca, Región Media, Región Centro y Altiplano Potosino.

## Recursos naturales

### Áreas naturales protegidas
El estado cuenta con varios elementos protegidos incluidos en el sistema federal de áreas protegidas administradas por la Comisión Nacional de Áreas Naturales Protegidas (CONANP):
- Parque nacional Gogorrón (declarado en 1936, con 25 000 ha, excluido del SINAP)
- Parque nacional El Potosí (declarado en 1936, con 2 000 ha, excluido del SINAP)
- Reserva de la Biosfera Sierra del Abra Tanchipa (declarado en 1994 con 21 464 ha, SINAP 068)
- Área de Protección de Flora y Fauna Sierra de Álvarez (declarado en 1981, con 16 900 ha, excluido del SINAP)
- Área de Protección de Flora y Fauna Sierra La Mojonera (declarado en 1981, con 9 201 ha, excluido del SINAP)
- Área de Protección de Flora y Fauna Sierra de San Miguelito (declarado en 2021, con 11 160,44 ha)

Tiene también un lugar declarado sitio Ramsar (n. ref 1766, declarado en 2008), Arroyos y Manantiales de Tanchachín.
Además, tiene otras 12 áreas naturales protegidas de competencia estatal administradas por la SEGAM (Secretaría de Ecología y Gestión Ambiental):
- Monumento natural de «La Hoya de las Huahuas»;
- Monumento natural de «El Sótano de las Golondrinas»;
- Parque Estatal del Manantial de La Media Luna (Laguna de la media luna);
- Parque Estatal Manantial Palma Larga;
- Parque Urbano Paseo de la Presa de San José;
- Parque Urbano Ejido San Juan de Guadalupe;
- Sitio Sagrado Natural «Cuevas del Viento y La Fertilidad»;
- Sitio Sagrado Natural Wirikuta y la Ruta Histórico Cultural del Pueblo Huichol;
- Reserva Estatal «Real de Guadalcázar»;
- Reserva Estatal Sierra del Este y Sierra de En Medio;
- Relicto de Bosque Espinoso «Bosque Adolfo Roque Bautista»;
- Reserva Estatal de Tancojol.

### Recursos minerales
El estado de San Luis Potosí es rico en minerales como: cobre, plata, zinc, antimonio, mercurio y estaño, además es conocido como uno de los principales productores mundiales de fluorita. Sus industrias comprenden plantas de beneficios minerales como el antimonio en especial; hilados y tejidos, conservas alimenticias
| Flora y fauna de San Luis Potosí |                      |                      |                          |                  |
|                                  |                      |                      |                          |                  |
| Dasypodidae                      | Felis concolor       | Tamiasciurus         | Vulpes                   | Coragyps atratus |
|                                  |                      |                      |                          |                  |
| Psittacidae                      | Crotalus durissus    | Tayassuidae          | Odocoileus virginianus   | Lynx rufus       |
|                                  |                      |                      |                          |                  |
| Acer saccharinum                 | Opuntia ficus-indica | Kroenleinia grusonii | Cylindropuntia imbricata | Pinus ponderosa  |

## Territorio
En la época prehispánica, el territorio de lo que hoy es el Estado de San Luis Potosí fue frontera cultural de las regiones Aridoamérica y Mesoamérica permitiendo una gran diversidad de pueblos y costumbres.
La zona huasteca estuvo habitada por pueblos mesoamericanos, pueblos que compartieron cientos de años atrás la misma cultura que los mayas y que posiblemente se separaron de ellos en el preclásico cuando los zapotecas y olmecas fueron incrementando su presencia hacia el centro y sur de lo que hoy es Veracruz. Los huastecos dejaron huella de su presencia en los numerosos sitios arqueológicos que hoy todavía se encuentran en los Estados de Tamaulipas, Hidalgo, Veracruz y San Luis Potosí. En La Huasteca potosina dos sitios se encuentran en investigación: Tamtok y El Consuelo, ambos ubicados en el municipio de Tamuín. Durante el epiclásico La Huasteca fue invadida por culturas nahuas. Hoy día La Huasteca tiene presencia teenek y náhuatl.
La zona media de San Luis Potosí fue una zona poblada, en la época prehispánica, por las culturas pame y otomí. Estas culturas –como en toda frontera– compartían las formas de vida de ambas regiones. Es decir, compartían tanto la forma agrícola-sedentaria como la nómada-cazadora. Actualmente viven en la zona media culturas pame que se llaman a sí mismos xi'oi.
En el Altiplano Potosino, en el territorio conocido como el Gran Tunal se desarrolló la cultura chichimeca (zacatecos, copuces, guamares, jonaces, huachichiles, etc.). Estos pobladores chichimecas desarrollaron modelos culturales diferentes a los mesoamericanos (que destacan por su vida sedentaria y por su interés en construir ciudades y grandes centros teocráticos) extendiéndose este modo de vida por toda Norteamérica. Los chichimecas eran hábiles cazadores y guerreros. Los pueblos nahuas durante el postclásico intentaron dominar (como lo habían hecho por muchos territorios mesoamericanos) las tierras chichimecas, sin lograrlo. De ahí el odio cultural hacia la cultura chichimeca y el surgimiento de los primeros discursos que acusan a lo chichimeca como "salvaje", "inculto", "pagano", "inhumano", incluso "caribe". Los españoles en el momento de la conquista repetirán el mismo discurso al mantener durante 50 años una guerra infructuosa: la llamada "Guerra Chichimeca".
El estado de San Luis Potosí es rico en cultura, herencia e historia. La Tribu Pame se divide en dos regiones: Pame Norte, que comprende los municipios de Alaquines, Cárdenas, Ciudad del Maíz, partes de Rioverde, Tamasopo, y El Naranjo; y Pame Sur, que comprende los municipios de Rayón, Lagunillas, Santa Catarina, y ciertas partes de Tamasopo. Estas tribus indígenas hablan la lengua pame, pero ciertas palabras cambian entre Pame Norte y Pame Sur.

## Economía
San Luis Potosí posee una provechosa ubicación en el territorio mexicano debido a que es un punto intermedio entre las tres ciudades más importantes del país: la Ciudad de México, Monterrey y Guadalajara y entre 4 grandes puertos de altura: Tampico, Altamira, Manzanillo y Mazatlán. Además, sus climas variados, así como su red carretera y ferroviaria la cual satisface sus necesidades de intercambio comercial, le permiten ser uno de los pocos estados del país en los que se puede desarrollar una infraestructura empresarial importante.
El impacto económico del estado se debe a varios factores como el turismo, la industria y su ubicación geográfica que permite el desplazamiento rápido de productos a casi cualquier parte de la República Mexicana. Sin embargo, este desarrollo económico solo se ve en la capital del estado, lo que ha motivado una gran migración a la zona conurbada de las zonas rurales así como a otros estados vecinos como Nuevo León y Tamaulipas y principalmente a los Estados Unidos.
No obstante ha experimentado en los últimos meses un crecimiento económico (especialmente en la ciudad capital San Luis Potosí), debido a políticas locales que han aprovechado su ubicación geográfica. Hoy en día se han desarrollado una gran cantidad de Parques Industriales que han impulsado al sector manufacturero e industrial. 
En especial en la industria automotriz, a partir de la llegada de una planta armadora de General Motors, instalada en el 2012, En el 2015 se inició la construcción de una planta armadora de BMW, lo que coloca a San Luis Potosí dentro de los tres estados con mayor enfoque automotriz en México.

## Demografía

### Población
Según los datos que arrojó el II Censo de Población y Vivienda realizado por el Instituto Nacional de Estadística y Geografía (INEGI) con fecha censal del 12 de junio de 2012, el estado de San Luis Potosí contaba hasta ese año con un total de 2 585 518 habitantes, de dicha cantidad, 1 260 366 eran hombres y 1 325 152 eran mujeres. La tasa de crecimiento anual para la entidad durante el período 2005-2010 fue del 1.4 %.

### Principales ciudades (2010)
La siguiente tabla muestra las 20 ciudades más pobladas del estado de San Luis Potosí sin contar Área Conurbada, Municipio o Zona Metropolitana.

## Educación

### Instituciones de educación superior
San Luis Potosí es un estado que cuenta con una oferta educativa amplia y distribuida en varias de sus regiones. 
Una de las instituciones de educación superior más importantes del estado es la Universidad Autónoma de San Luis Potosí cuya sede principal está en la ciudad capital del estado, contando además con campus en las ciudades de Matehuala, Rioverde, Ciudad Valles y Tamazunchale.
La formación de docentes ha estado a cargo de La Benemérita y Centenaria Escuela Normal del Estado de San Luis Potosí fundada en 1849, ésta,  es la segunda institución formadora de docentes del país, desde el siglo XIX, 
También como formadora de docentes y ampliando la oferta a programas de licenciatura en pedagogía y psicología educativa se encuentra la Universidad Pedagógica Nacional  UPN Unidad 241 se estableció el 16 de octubre de 1979. Institución pública de educación superior, con carácter de organismo desconcentrado de la secretaria de educación pública, tiene por finalidad prestar, desarrollar y orientar servicios educativos de tipo superior encaminados a la formación de profesionales de la educación de acuerdo a las necesidades del país. Actualmente cuenta con una oferta educativa de 3 licenciaturas presenciales (pedagogía, psicología educativa y multigrado) el programa de nivelación para docentes de servicio modalidad a distancia, (primaria, inicial y preescolar y secundaria) dos licenciaturas en línea (educación e innovación educativa y educación inicial) dos maestrías (educación básica y la maestría en pedagogía y práctica docente), un doctorado regional y múltiples diplomados.
La Universidad Tangamanga, parte del grupo Aliat Universidades actualmente cuenta con 4 campus en todo el estado de San Luis Potosí: Tequis, Saucito, Huasteca e Industrias. Actualmente se posiciona como una de las 11 Universidades privadas más reconocidas a nivel de educación superior.[cita requerida]
Otra institución de importancia es el Instituto Tecnológico y de Estudios Superiores de Monterrey Campus San Luis Potosí, parte del Sistema Tecnológico de Monterrey, que destaca por los centros de investigación e innovación con los que cuenta, centrados en el desarrollo económico y social de la región, del Tecnológico de Monterrey Campus San Luis Potosí.
El Tecnológico Nacional de México tiene en el Estado, planteles del Instituto Tecnológico de San Luis Potosí, del Instituto Tecnológico Superior de Tamazunchale (ITST), el Instituto Tecnológico Superior de Cd. Valles y del Instituto Tecnológico de Matehuala.
La oferta educativa se completa con la Universidad Abierta, el Centro de Investigación para la Administración Educativa, la  Universidad Cuauhtémoc, Universidad TecMilenio, el Instituto Tecnológico de San Luis Potosí, la Universidad del Centro de México, la Universidad Marista de San Luis Potosí, la Universidad Politécnica de San Luis Potosí, la Universidad del Valle de México y la Universidad Tecnológica de San Luis Potosí, esta última,  certificada en ISO 9001:2000. 
Recientemente se fundaron el Colegio de San Luis y el Instituto Potosino de Investigación Científica y Tecnológica (IPICYT).

## Gastronomía
La comida típica en San Luis Potosí se compone por tradición indígena principalmente de maíz, que al fusionarse con la comida española incorpora carnes como la de puerco y de pollo. Su variedad es grande y se pueden disfrutar platillos como el fiambre potosino o los famosos tacos rojos de queso, servidos con zanahorias y papas asadas, espolvoreados con queso fresco. Los postres incluyen el queso de tuna y los elaborados con leche de cabra como natillas y cajetas o las tradicionales campechanas de Santa María del Río.
Los platillos cambian dependiendo de la zona geográfica: en la Huasteca son tradicionales los tamales de hoja de plátano así como el zacahuil, en el Altiplano son característicos el asado de boda y la barbacoa de hoyo, en la Zona Media los antojitos como quesadillas, flautas y gorditas mientras que en la Zona Centro las enchiladas potosinas son el platillo principal.

## Atractivos turísticos y sitios de interés
- Tamtoc
- Sótano de las Golondrinas
- Las Pozas de Xilitla
- Cascada de El Salto
- Cascada de Minas Viejas
- Cascada de Tamul
- Cascada de Tamasopo
- Real de Catorce
- Cerro de San Pedro

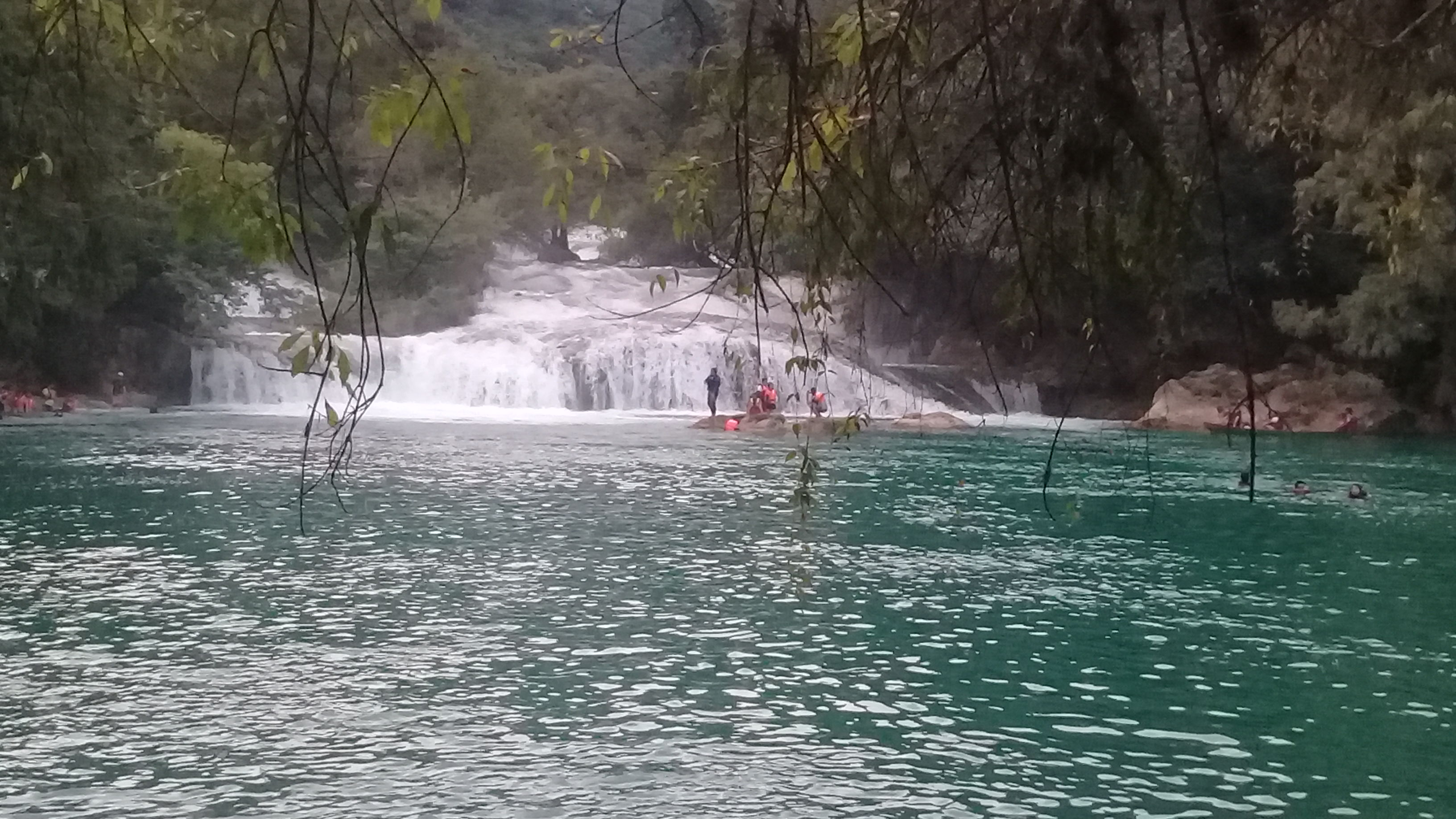
Cascada en la Huasteca Potosina

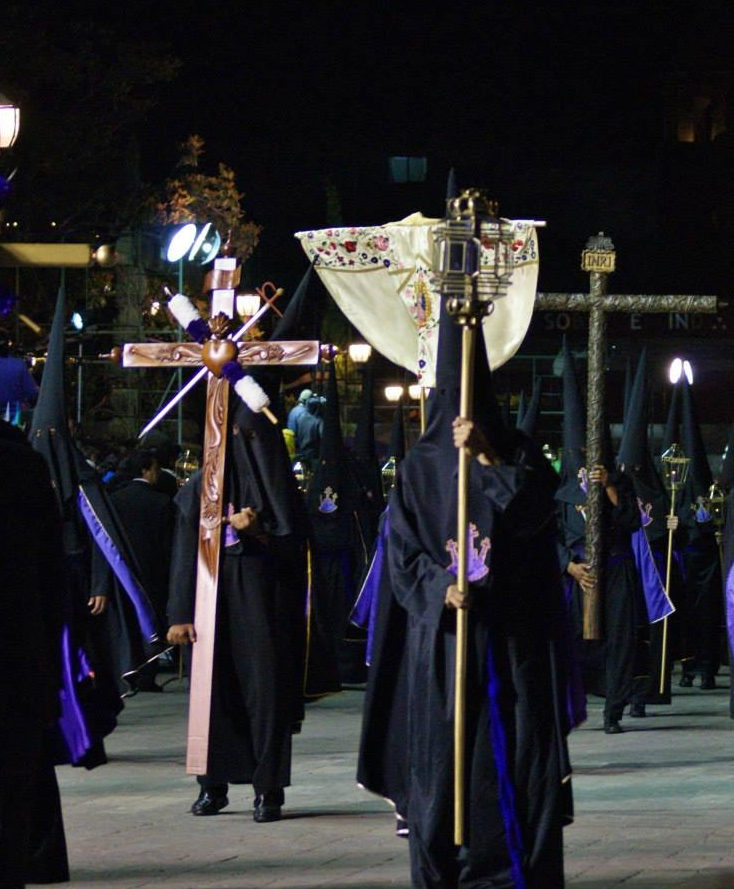
Procesión del Silencio de San Luis Potosí con influencia de Andalucía.

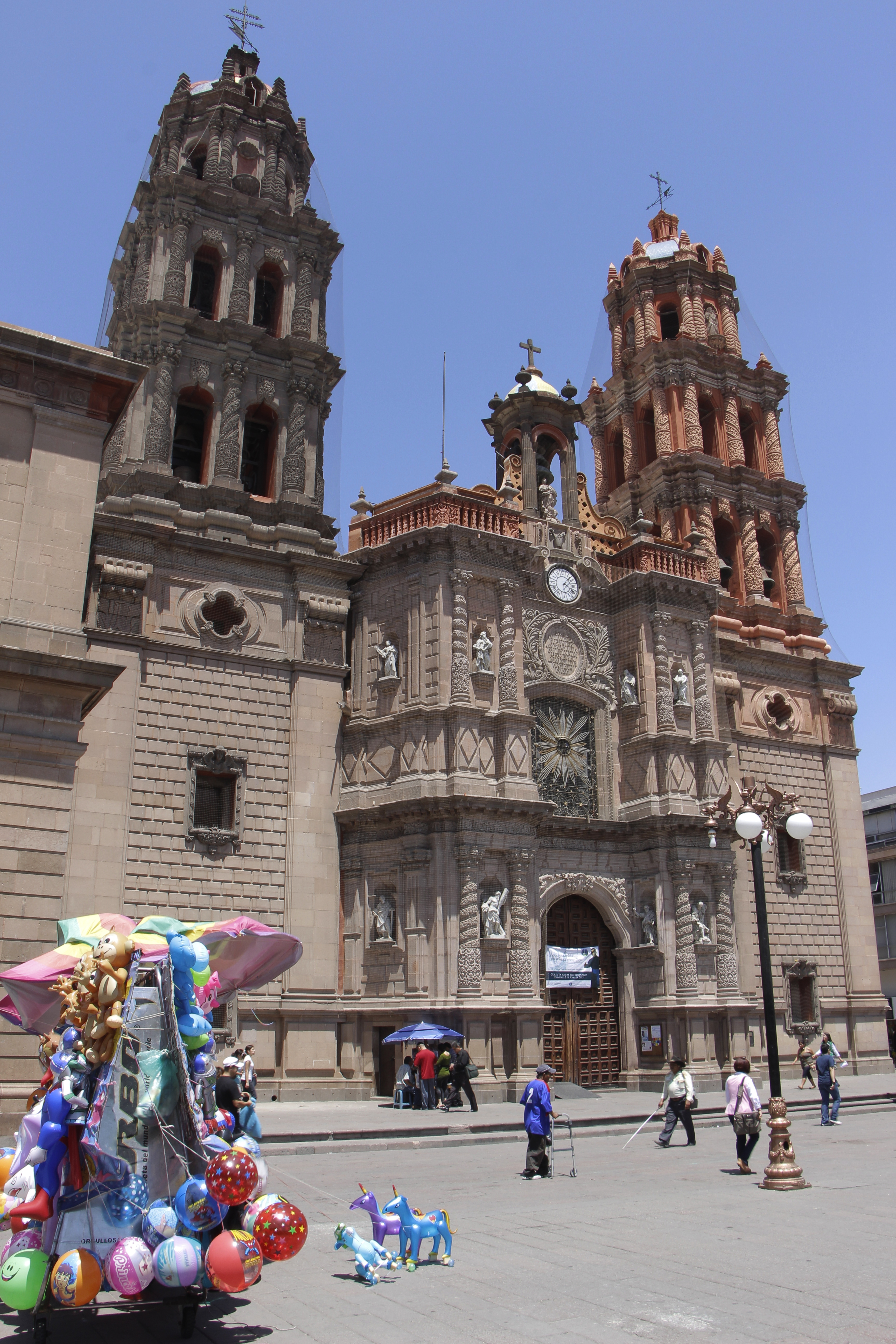
Catedral ubicada en la plaza principal del centro de la capital del estado de San Luis Potosí en México

- Laguna de la Media Luna (Rioverde)
- Catedral de Matehuala (Catedral de la Inmaculada Concepción)

Museos
- Museo Interactivo Laberinto de las Ciencias y las Artes
- Museo del Ferrocarril
- Museo Federico Silva
- Museo Francisco Cossío
- Museo de Arte Contemporáneo
- Museo del Virreinato
- Museo Nacional de la Máscara
- Museo Leonora Carrington
- Parque Tangamanga I
- Parque Tangamanga II
- Centro de las Artes
- Teatro de la Paz
- Teatro El Rinoceronte Enamorado
- Casa del Poeta Ramón López Velarde
- Centro Cultural Mariano Jiménez

## Ubicación geográfica
| Noroeste: Zacatecas | Norte: Zacatecas Coahuila Nuevo León | Nordeste: Tamaulipas |
| Oeste: Zacatecas    |                                      | Este: Veracruz       |
| Suroeste: Zacatecas | Sur: Guanajuato Querétaro            | Sureste: Hidalgo     |